# Elsa Hosk

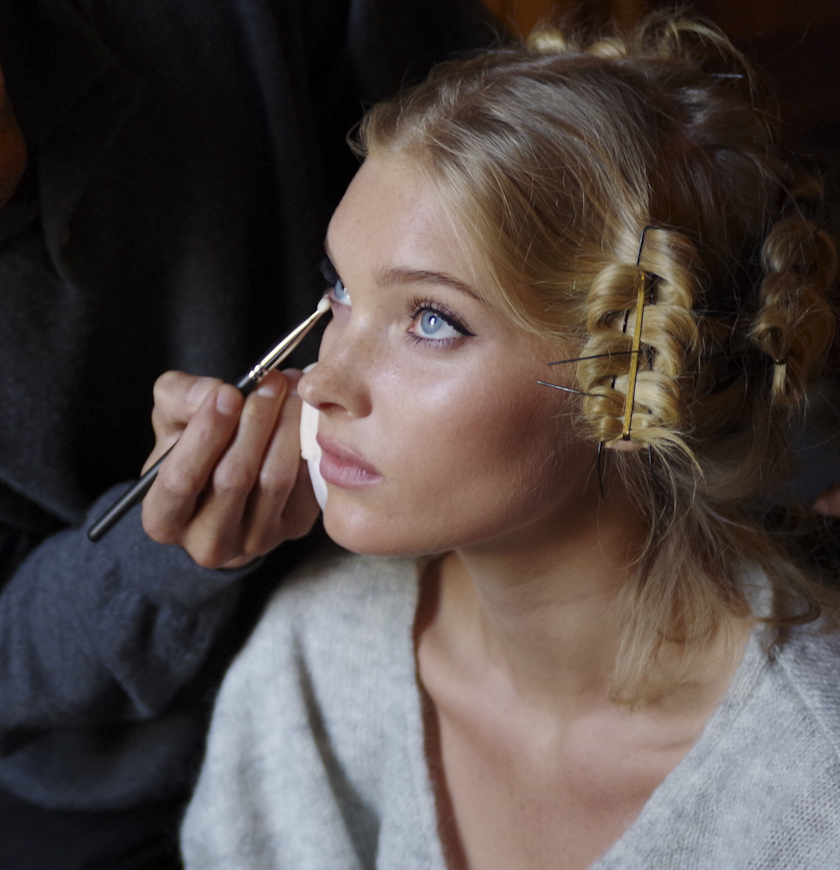
Elsa Hosk za kulisami sesji dla marki Lancaster (2012)

Elsa Hosk (ur. 7 listopada 1988 w Sztokholmie) – szwedzka modelka, znana ze współpracy z marką Victoria’s Secret oraz bycia ich „aniołkiem”. Pojawiła się na okładkach magazynów: Vogue, Harper’s Bazaar, Elle, GQ czy Maxim.

## Młodość
Elsa urodziła się w Sztokholmie jako córka Påla i Marji Hosk. Matka modelki jest Finką, a ojciec Szwedem. Hosk ma również dwóch braci: Johana i Lukasa. Kuzynka Elsy, Alice Herbst również pracowała jako modelka – w 2012 roku wygrała piątą edycję programu „Sweden’s Next Top Model”.
Gdy Elsa miała 13 lat, jej ojciec postanowił rozesłać zdjęcia córki do lokalnych agencji modelek. Hosk otrzymała odpowiedzi ze wszystkich agencji, jednak po kilku zleceniach uznała, że edukacja jest dla niej ważniejsza i pracowała jako modelka jedynie dorywczo.
Modelka kilka lat trenowała koszykówkę, a po ukończeniu liceum, postanowiła zostać profesjonalną koszykarką występując w krajowej lidze. Po dwóch latach uznała, że w Szwecji nie ma przyszłości dla tego sportu i powróciła do modelingu.

## Kariera
W 2008 roku, dwudziestoletnia Hosk przeprowadziła się do Nowego Jorku i podpisała kontrakt z agencją IMG Models. Jej pierwsza okładka ukazała się w styczniu 2010 roku w magazynie Elle (Szwecja). Tego samego roku pojawiła się również na okładkach norweskiej i serbskiej edycji magazynu Elle. Modelka pojawiła się w kampaniach marki Guess: promującej perfumy „Guess by Marciano”, torebek z kolekcji wiosna 2010 oraz kolekcji jesień/zima 2010. W tym samym roku wystąpiła również w kampaniach Andrew Marc, Anna Sui oraz Fornarina.
W 2011 roku pojawiła się na okładce Cosmopolitan Niemcy. Wystąpiła w pokazach marek: Altuzarra, Carolina Herrera i Óscar de la Renta. Została zaangażowana do kampanii reklamowych Avon i Guess.
W 2012 roku pojawiła się na okładkach magazynów: Flare oraz Elle (Rosja, Norwegia, Włochy, Szwecja). Wzięła udział w kampaniach reklamowych: Anna Sui, Avon, Bebe, Guess, Lancaster, Ugg oraz Victoria’s Secret.
W kolejnym roku Hosk ponownie pojawiła się w kampaniach marek, z którymi współpracowała w 2012 roku, dołączając dodatkowo do reklam: Express, Juicy Couture, Lee Jeans, Roy Rogers oraz Lilly Sarti. Okładki z modelką zostały wydane w magazynach: Ocean Drive, Elle (Finlandia, Szwecja i Grecja), Styleby oraz Sure Magazine.
W 2014 roku modelka pojawiła się na okładce rumuńskiej edycji magazynu GQ oraz Plaza Magazine. Hosk ponownie pojawiła się w kampaniach marek: Avon, Express, Guess oraz Victoria’s Secret. Dodatkowo rozpoczęła współpracę z Coccinelle, Free People, Talbots oraz Lilly Pullitzer. Elsa wystąpiła również w katalogu kolekcji „Marc” stworzonej przez Marca Jacobsa.
Okładki z modelką w 2015 roku ukazały się w: Costume Magazine, Elle (Norwegia i Szwecja), Fashion Magazine, GQ (Meksyk), L'Officiel (Malezja i Singapur) oraz Marie Claire (Włochy). Hosk rozpoczęła współpracę przy kampaniach reklamowych z markami: Samsung, Schwarzkopf, Nouvelle Denim oraz wydała swoją linię jeansów Re/Done Denim by Elsa Hosk. Pojawiła się również w katalogach Free People oraz H&M.
W 2016 roku Elsa pojawiła się na okładkach magazynów: Editorialist, Harper’s Bazaar (Grecja, Malezja, Wietnam), Lui Magazine, Maxim oraz Vogue (Hiszpania). Modelka wystąpiła w katalogu kolekcji wiosna/lato marki David Jones. Hosk pojawiła się na wybiegach podczas pokazów: Jeremy Scott, Moschino, Diane von Furstenberg, Dolce & Gabbana, Elisabetta Franchi oraz Ermanno Scervino. Wzięła udział w kampaniach: Biotherm, Mavi i N:Phillantrophy.
W 2017 roku wystąpiła w kampaniach: Bloomingdale's, Pat McGrath Labs, Fallon Jewelry, District Vision oraz Daniel Wellington. Pojawiła się również w katalogach marki Givenchy. Okładki z Hosk ukazały się w: Elle (Szwecja, USA), Glass Magazine, Harper’s Bazaar, Madame Figaro, MFF Magazine, The Daily oraz Maxima. Modelka wzięła udział w pokazach: Alberta Ferretti, Balmain, Blumarine, Dolce & Gabbana, Elisabetta Franchi, Ermanno Scervino, H&M, Jeremy Scott, Jonathan Simkhai, Max Mara, Moschino, Philipp Plein, Public School i Trussardi.

### Victoria’s Secret
W 2011 roku rozpoczęła współpracę z Victoria’s Secret zostając ambasadorką linii „Pink”. Od 2011 roku występuje w corocznym pokazie Victoria’s Secret Fashion Show. Hosk bierze również udział w sesjach zdjęciowych ich kolekcji bielizny oraz strojów kąpielowych. W 2014 roku podczas występu w pokazie, modelka idąc wybiegiem przypadkowo uderzyła skrzydłami występującą wtedy Arianę Grandę. Piosenkarka nie miała żalu do modelki, żartując z sytuacji na swoim oficjalnym koncie na twitterze. 2015 rok przyniósł Hosk oficjalny tytuł aniołka Victoria’s Secret. Jej miejsce jako reprezentantki linii „Pink” zajęła Rachel Hilbert.

W 2018 roku modelka została wybrana do zaprezentowania Fantasy Bra podczas pokazu Victoria's Secret. Biustonosz prezentowany przez Hosk wart jest milion dolarów oraz wykonany jest z 2100 diamentów Swarovskiego.

## Życie prywatne
Hosk współpracuje z organizacją FAIR Girls, która działa na rzecz wyeliminowania handlu ludźmi (szczególnie kobiet i dzieci) oraz pomaga ofiarom, które tego doświadczyły. Elsa zainteresowała się problemem po obejrzeniu filmu „Niewygodna prawda” z Rachel Weisz w roli głównej.
Modelka od 2015 roku spotyka się z Tomem Daly, współzałożycielem firmy District Vision.